# Аргайл (область)

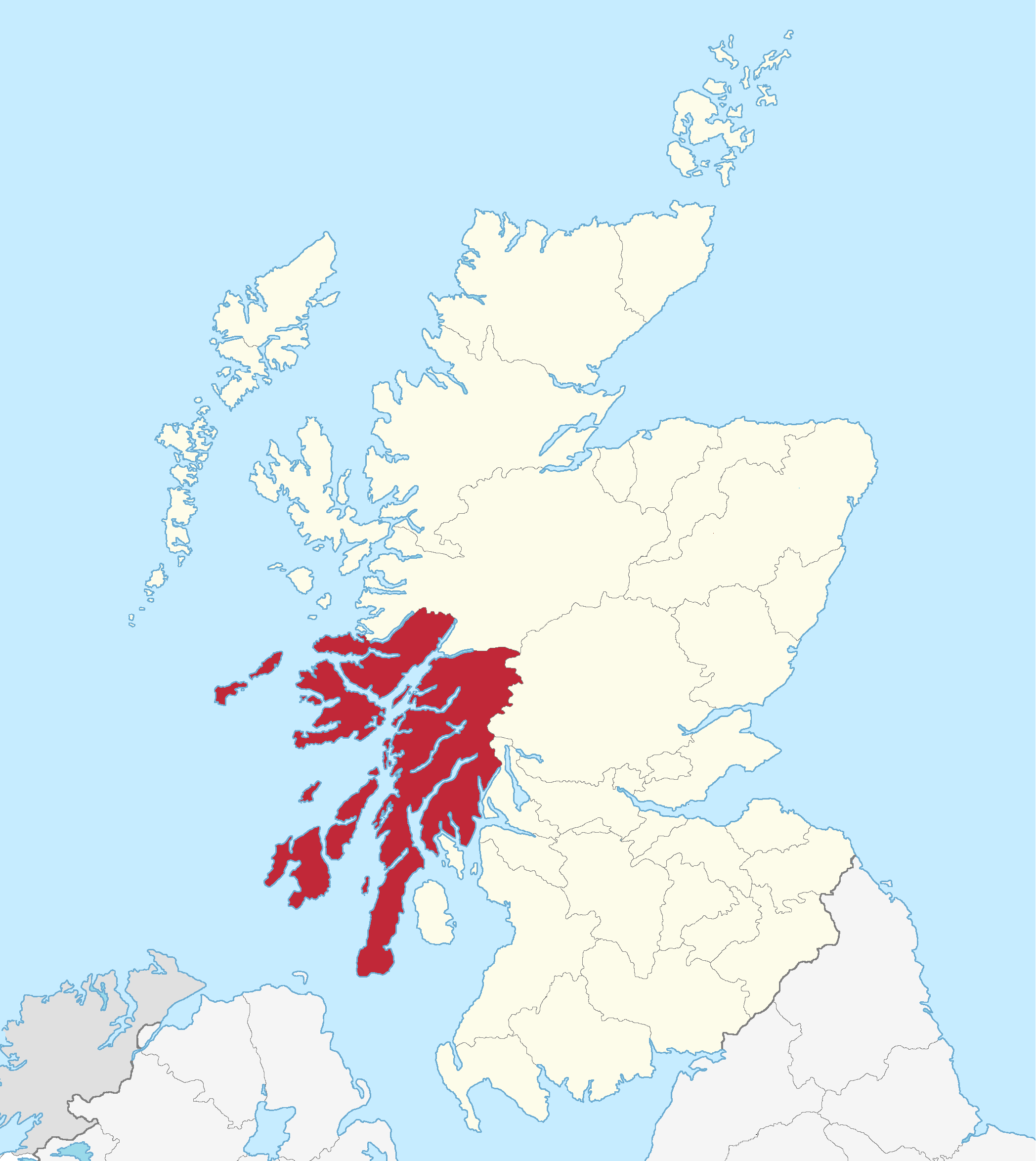
Аргайл

Арга́йл (англ. Argyll, МФА: [ɑːrˈɡaɪl]; архаїчне Argyle; англізоване Argyllshire; шотл. гел. Airthir-Ghaidheal [ˈaːr̴əɣɛː.əɫ̪]) — історична область на заході Шотландії. З 1889 по 1975 роки Аргайл був адміністративним округом, зараз є частиною області Аргайл-і-Б'ют. До складу Аргайлу включають історичні території Кінтайр, Напдейл, Ковал і Лорн, іноді також Арднамурхан і Морверн.

## Розташування
Аргайл омивається Північною протокою з заходу та півдня, межує з Інвернесширом на півночі і з Дамбартонширом на сході. Являє собою скелясті острови з архіпелагу Внутрішніх Гебрид і таке ж гористе покраяне узбережжя шотландського материку.

## Історія

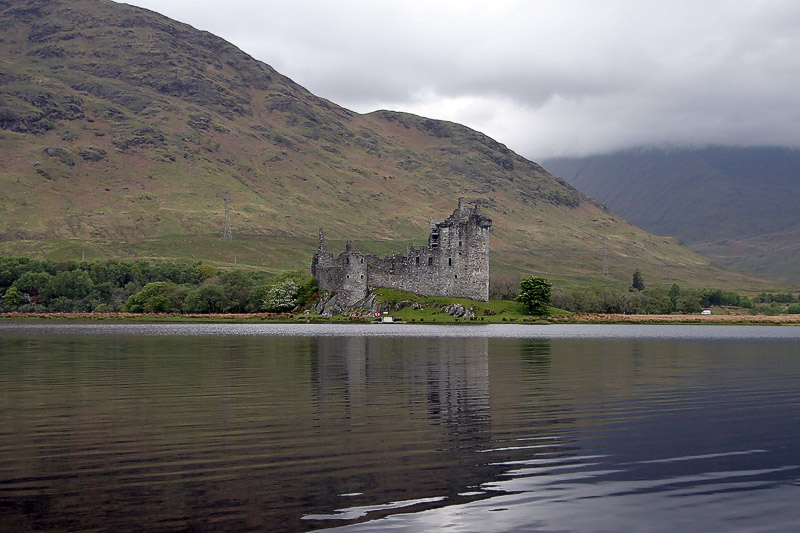
Замок Кілхурн в Аргайлі

Близько 500 року сюди переселилися скоти з Ірландії і утворили державу Дал Ріада. Саме звідси походить основна частина гельських кланів, які протягом VIII-ІХ століть колонізували більшу частину Гайлендсу. З середини IX століття Аргайл частина держави Альба. З XIV століття тут домінував клан Кемпбеллів з Лох-Ейв, який підтримував Роберта І Брюса під час війни за незалежність. Вожді клану з 1457 року ставали графами, а згодом маркізами та герцогами Аргайлу.

## Клани
На території Аргайлу розташовувалися історично землі шотландських кланів МакДугаллів, Кемпбеллів, Ламонтів, МакГрегорів і Камеронів.